# Vasile Măstăcan
Vasile Ionel Măstăcan (født 5. november 1968 i Podu Turcului, Rumænien) er en rumænsk tidligere roer.
Măstăcan vandt en sølvmedalje ved OL 1992 i Barcelona, som del af den rumænske otter. Det er den hidtil eneste rumænske OL-medalje i otter på herresiden. I finalen blev rumænerne besejret ganske knebent af Canada, der vandt guld. Tyskland tog bronzemedaljerne. Resten af besætningen i den rumænske båd bestod af Iulică Ruican, Viorel Talapan, Vasile Năstase, Dănuț Dobre, Valentin Robu, Gabriel Marin, Ioan Vizitiu og styrmand Marin Gheorghe. Han deltog også ved OL 1996 og OL 2000 i Sydney.
Măstăcan vandt desuden en VM-guldmedalje i otter ved VM 2001 i Luzern.

## OL-medaljer
- 1992:  Sølv i otter